# Ограды (фильм)
«Ограды» (англ. Fences) — американская драма Дензела Вашингтона по сценарию Огаста Уилсона. Фильм основан на одноименной пьесе Уилсона, получившей Пулитцеровскую премию в 1987-м году (Уилсон умер в 2005 году, но закончил сценарий перед смертью).
Съёмочный период начался 25 апреля 2016 года в Питтсбурге и завершился в середине июня того же года. В США премьера фильма состоялась 16 декабря 2016 года. Картина попала в список десяти лучших фильмов 2016 года по версии Американского института киноискусства и была номинирована на множество премий, в том числе на «Золотой глобус» в категориях «лучшая мужская роль в драматическом фильме» (Дензел Вашингтон) и «лучшая актриса второго плана» (Виола Дэвис), а также четырежды на «Оскар» (в том числе за лучший фильм).

## Сюжет
Трой Мэкссон, уже немолодой отец-афроамериканец из рабочего класса, старается всеми силами обеспечить свою семью в Америке 1950-х годов, в то же время пытаясь смириться с происходящими событиями в его жизни и семье.

### Аллегория в названии
Ограда (англ. Fence — забор, ограда, ограждение, загородка, изгородь), фигурирующая в названии, строится в фильме в течение нескольких лет и предстает завершенной только ближе к концу фильма в третьем акте. Она была задумана Троем как символический способ сдержать смерть, но также отражает эмоциональные барьеры, которые он построил между собой и сыновьями, и является результатом усилий Роуз по поддержанию в сохранности того, чем она дорожит.

## В ролях
- Дензел Вашингтон — Трой Мэкссон
- Виола Дэвис — Роуз Мэкссон
- Стивен Хендерсон — Джим Боно
- Джован Адепо — Кори Мэкссон
- Расселл Хорнсби — Лайонс Мэкссон
- Майкелти Уильямсон — Гэбриел Мэкссон
- Санийя Сидней[англ.] — Рэйнелл Мэкссон

## Производство
Предыдущие попытки адаптировать «Ограды» Уилсона для большого экрана были безрезультатны отчасти из-за настойчивого требования самого автора об афроамериканском режиссёре. В 2013-м году в интервью Empire Дензел Вашингтон выразил желание сняться в фильме и выступить в качестве режиссёра в «Оградах», а заодно и вернуться к его роли из бродвейской постановки пьесы 2010 года, которая, как и фильм, была спродюсирована Скоттом Рудином.
28 января 2016 года было объявлено о том, что Рудин, Вашингтон и Тодд Блэк будут работать над экранизацией пьесы, режиссёром станет сам Вашингтон, а в главных ролях снимутся Вашингтон и Виола Дэвис, вернувшись к их персонажам из театральной постановки 2010 года, которая принесла обоим актёрам премию Тони.
4 апреля 2016 года к актёрскому составу присоединились Майкелти Уильямсон, Джован Адепо, Расселл Хорнсби, Стивен Хендерсон и Санийя Сидней, причем Уильямсон, Хорнсби и Хендерсон также вернулись к своим ролям из театральной постановки 2010 года.

## Пиратство
В первую неделю января 2017 года, через неделю после того, как фильм вышел в широкий прокат, промокопия ленты оказалась в интернете. Годом ранее подобные инциденты произошли с претендентами на премию «Оскар» — картинами «Выживший» и «Омерзительная восьмёрка».

## Критика
«Ограды» получили положительные отзывы от критиков. Фильм получил рейтинг 93 % на сайте Rotten Tomatoes на основании 212 отзывов со средней оценкой 7,7 из 10.

## Награды и номинации
- 2017 — премия «Оскар» за лучшую женскую роль второго плана (Виола Дэвис), а также три номинации: лучший фильм (Тодд Блэк, Скотт Рудин, Дензел Вашингтон), лучший адаптированный сценарий (Огаст Уилсон), лучшая мужская роль (Дензел Вашингтон).
- 2017 — премия «Золотой глобус» за лучшую женскую роль второго плана (Виола Дэвис), а также номинация в категории «лучшая мужская роль — драма» (Дензел Вашингтон).
- 2017 — премия BAFTA за лучшую женскую роль второго плана (Виола Дэвис).
- 2017 — две премии Гильдии киноактёров США за лучшую мужскую роль (Дензел Вашингтон) и за лучшую женскую роль второго плана (Виола Дэвис), а также номинация в категории «лучший актёрский ансамбль».
- 2017 — премия Американского института киноискусства за лучший фильм года.
- 2017 — номинация на премию Лондонского кружка кинокритиков за лучшую женскую роль второго плана (Виола Дэвис).
- 2017 — 4 номинации на премию «Спутник»: лучший фильм, лучший режиссёр (Дензел Вашингтон), лучшая мужская роль (Дензел Вашингтон), лучшая женская роль второго плана (Виола Дэвис).
- 2017 — номинация на премию Гильдии сценаристов США за лучший адаптированный сценарий (Огаст Уилсон).